# Urosigalphus rugosocorpus
Urosigalphus rugosocorpus är en stekelart som beskrevs av Gibson 1972. Urosigalphus rugosocorpus ingår i släktet Urosigalphus och familjen bracksteklar. Inga underarter finns listade i Catalogue of Life.